# Serafim Urechean
Serafim Urechean (n. 2 februarie 1950, Larga, raionul Briceni) este un om politic moldovean. președintele Curții de Conturi a Republicii Moldova. A îndeplinit funcția de primar general al municipiului Chișinău (1994-2005) și cea de prim-vicepreședinte al Parlamentului Republicii Moldova (2009 - 2010). A fost președinte al partidului Alianța "Moldova Noastră" (2005 - 2011). A fost deputat în primul Parlament al Republicii Moldova (1991 - 1994).

## Biografie
Serafim Urechean s-a născut la data de 2 februarie 1950, în satul Larga din raionul Briceni (astăzi în Republica Moldova), într-o familie de țărani. După ce a absolvit Școala Medie din satul natal, și-a continuat educația la Institutul Politehnic din Chișinău, Facultatea de Inginerie Civilă și Industrială (1969-1974), pe care a absolvit-o în anul 1974, obținând calificarea de inginer constructor. Membru PCUS.
În același an și-a început serviciul militar obligatoriu, în cadrul căruia, timp de doi ani, participă, nemijlocit, la construcția renumitei uzine de automobile din orașul Toliatti, Rusia.
După demobilizare, în anul 1976, și-a continuat activitatea profesională în raionul natal – Briceni în calitate de inginer în cadrul Întreprinderii de construcții Briceni (1976-1978). În această calitate, muncește pe șantierele de construcție ale raionului Briceni. A condus lucrări de construcție la mai multe obiective de menire social-economică.
În anul 1978 a fost cooptat în cadrul structurilor politice din raionul Briceni. A deținut funcția de șef al Direcției industrie, transporturi și construcții, apoi pe cea secretar doi al Comitetului raional al PCM Briceni (1978-1983).
Între anii 1983-1985, a studiat la Școala Superioară de Partid din Leningrad (azi Sankt-Petersburg, Rusia). Reîntors în Republica Moldova, activează în cadrul Comitetului Central al P.C.M. Deține, pentru scurt timp, funcția de inspector și, în același an, este transferat secretar doi al Comitetului raional Anenii Noi al P.C.M. În noiembrie 1985 a fost ales ca președinte al Comitetului executiv raional Anenii Noi de deputați ai poporului (1985-1987).
A lucrat apoi în cadrul Federației Sindicatelor Independente din Republica Moldova (1987-1994), mai întâi ca vicepreședinte, apoi ca prim-vicepreședinte și în cele din urmă ca președinte. În paralel, pentru o perioadă, este deputat în Parlamentul Republicii Moldova (1991-1994). Conduce fracțiunea deputaților independenți.
La data de 9 august 1994, prin decret al Președintelui Republicii Moldova, a fost numit în funcția de primar al municipiului Chișinău. A fost reales succesiv ca primar general în cadrul alegerilor parțiale din 1999 și 2003. Deține funcția de primar al municipiului Chișinău între anii 1994-2005. Din 23 mai 1999, denumirea funcției se schimbă în cea de primar general.
Este membru-titular al Congresului Puterilor Locale și Regionale al Consiliului Europei, președinte al Federației Puterilor Locale și Regionale din Republica Moldova (din 1996). A fost președinte al Federației de Șah a Republicii Moldova între 1995 și 2005. Președintele filialei moldovenești a Academiei Internaționale de Inginerie.
În calitate de primar al municipiului Chișinău a susținut și contribuit direct la organizarea mai multor forumuri și conferințe internaționale la Chișinău sub egida O.N.U., U.N.E.S.C.O., N.A.T.O., TACIS, etc. De asemenea, este co-autor al monografiei Scientific and Technological Achievements Related to the Development of European Cities, N.A.T.O. ASI Series. Vol. 9.
Președintele Petru Lucinschi l-a propus drept candidat la funcția de premier, dar negăsind susținere în parlament, acesta și-a retras candidatura.
La 21 decembrie 1999, prin Decretul nr. 1263 (art. 3) al președintelui Republicii Moldova, Petru Lucinschi, s-a stabilit că Serafim Urechean, în calitatea sa de primar general al municipiului Chișinău, devenea membru al Gguvernului din oficiu. A deținut funcția de membru al guvernului până la adoptarea Legii nr. 806-XV din 5 februarie 2002 pentru modificarea și completarea Statutului municipiului Chișinău, când a fost suspendat din calitatea de membru al Guvernului Republicii Moldova.
Serafim Urechean a fost un participant activ la viața politică. În anul 2001 devine Președinte al Mișcării social-politice “Alianța Independenților”, în anul 2003 devine co-președinte al Partidului Alianța Moldova Noastră (în 2005 - 2011 a fost președinte), iar în perioada 2004 - 2005 a fost lider al Blocului electoral „Moldova Democrată”.
La alegerile parlamentare din 6 martie 2005 Blocul „Moldova Democrată” (BMD), condus de primarul general de Chișinău Serafim Urechean, a acumulat 28,53% din voturile participanților, obținând 34 de mandate din 101. În conformitate cu articolul 70 din Constituția Republicii Moldova, „calitatea de deputat este incompatibilă cu exercitarea oricărei alte funcții retribuite, cu excepția activității didactice și științifice”. La 18 aprilie 2005, în ultima zi a termenului de o lună de la validarea mandatului, prevăzut pentru a decide dacă acceptă funcția pentru care fusese ales, Serafim Urechean a decis să renunțe la funcția de primar de Chișinău în favoarea celei de deputat în Parlamentul Republicii Moldova.
Din 21 aprilie 2011 este președinte al Curții de Conturi a Republicii Moldova.
În cadrul alegerilor locale din Chișinău din 2015, Serafim Urechean a fost candidat la funcția de primar din partea Partidului Liberal Democrat din Moldova. Cu toate acestea, într-o apariție la o emisiune în campania electorală, Urechean a ținut să precizeze: „Nu sunt membrul niciunui partid, nici al PLDM. Prin definiție nu pot fi, deoarece sunt în fruntea unei structuri apolitice. Dacă ajung primar, îmi păstrez calitatea de a fi apolitic. Nu am de gând să ader la niciun partid, voi fi primar al tuturor chișinăuenilor”. Pe durata a două luni de campanie electorală el a fost degrevat din funcția de președinte al Curții de Conturi. În urma desfășurării alegerilor din 14 iunie 2015, Serafim Urechean a acumulat 2,97% din voturi.
Este căsătorit cu Larisa. și are doi copii. Vorbește limbile română, rusă și franceză.

## Distincții
Este decorat cu Ordinul Republicii (2000), Ordinul “Insigna de Onoare”, Ordinul „Pentru dezvoltarea științei și învățământului”, Ordinele „Sfântul Dumitru” de gr. II, „Serghii Radonejski” și „Sf. Stanislav”, acordate de Biserica Ortodoxă Rusă în persoana patriarhului Rusiei, Alexii II.
În aprilie 2015 i s-a conferit tilul onorific de „Om Emerit”.